# STRAY PIG VANGUARD
STRAY PIG VANGUARD（ストレイピッグバンガード）は、日本のインディーズロックバンド。
カタカナで表記される場合は「ヴァンガード」ではなく、あくまで「バンガード」である。

## 略歴
前身バンドROUAGE（ルアージュ）のメンバーが2001年のバンド解体と同時に残ったメンバーであるKAZUSHI、RAYZI、SHONOの3人で2001年にSTRAY PIG（ストレイピッグ）を結成し活動すると発表。しかしSHONOはまもなく失踪する。
その後、KAZUSHIとRAYZIによりSTRAY PIG VANGUARD.、更に一部改名してSTRAY PIG VANGUARDを結成。
不定期に全国ツアーやイベント出演、公式ファンクラブ会員限定ライブなどを開催しながら活動している。
- 2000年の秋頃に初ライブ。
- 2001年3月23日 公式ファンクラブ（第三惑星）会員限定ライブにて、2月末をもってSHONOが正式に脱退した事を発表。
- 2004年1月 RayZi脱退。活動休止に入る。
- 2004年12月27日 復活ライブ。
- 2009年6月 サポートメンバー2名が抜け、ふたたび活動休止に入る。
- 2010年2月4日 オフィシャルサイト移転&リニューアル。
- 2010年6月 東名神ツアー。活動再開。

### 旧オフィシャルファンクラブ
- 2005年6月、オフィシャルファンクラブ「PINION」終了。
- 所属事務所を離れ、新オフィシャルファンクラブ「第三惑星」開始。
- 2009年頃より、「第三惑星」会員限定サイトの更新停滞・会報未発送・通販商品未発送・問い合わせ回答放棄などの問題が発生。
- 2010年3月、上記を理由にSTRAY PIG VANGUARDからオフィシャルファンクラブとしての認定継続を不可能と判断された。（旧FC会員限定ブログにて発表）
- 2010年3月14日現在、STRAY PIG VANGUARDからオフィシャルファンクラブとして認定された組織は存在していない[1]。

## メンバー
- KAZUSHI（カズシ/一至）：ボーカル担当。時々ギター。愛知県出身。1973年6月12日生まれ。A型。

### 旧メンバー
- RayZi（レイジ）：ギター担当。愛知県出身。6月18日生まれ。AB型。脱退後ソロ活動を開始したが、2007年をもってアーティストとしての活動を停止。現在は映像関係の仕事をしている[2]

### サポートメンバー
- eno(エノキダ)：ドラム担当。元remainthings。2010年tour10"DEEP SPACE NINE"から参加。
- Kota(こうた)：ギター担当。フィンランド人の母親と日本人の父親をもつハーフ。中島美嘉「SMILEY」などのプロデュースを手がける（橋本幸太）。八田早紀子とのユニットJanisでも活動（Camille）。2010年tour10"DEEP SPACE NINE"から参加。
- Acchi(あっち)：ベース担当。元sacra（足土貴英）、ARIA ASIA。2010年tour10"DEEP SPACE NINE"から参加。

### 旧サポートメンバー
- 野口薫(のぐち かおる)：ドラム担当。2002年から参加。GRiPのメンバー。FAKE?やSHUUBIのサポートでも活躍。
- 名取栄二(なとり えいじ)：ギター担当。2004年12月の復活ライブから参加。通称弟。2009年6月サポート終了。
- 森重卓(もりしげ たく)：ベース担当。通称モリッシー。FAKE?のサポートベーシスト。2006年tour06"tempo primo"から参加。2009年6月サポート終了。
- 岡本啓祐(おかもと けいすけ)：ベース担当。結成当時から参加。TAKUIや松田樹利亜のサポートでも活躍。2006年サポート終了。

## 作品

### シングル
- 燃えるゴミ (2001年6月12日)
- 夜空 (2002年7月4日)
- スターダスト (2003年9月25日)
- orbit (2005年11月21日)
- シウル (2006年6月2日)

### アルバム
- トラッシュNo.1 (2001年9月28日)
- MIXTURE (2003年10月22日)
- プラネット (2007年2月14日)

### 映像作品
- 『風見鶏』 VIDEO CLIP (2002年2月6日)
- 『夜空』 VIDEO CLIP (2002年6月21日)
- 『S.P.V VARIABLE LIVE BAND 1』 LIVE at 02.06.30 SHUBUYA-AX (2002年11月20日)
- 『スターダスト』 VIDEO CLIP (2004年1月21日)
- 『orbit』(DVD) VIDEO CLIP (2006年6月3日)